# 灵台县
灵台县在中华人民共和国甘肃省东南部，是平凉市下属的一个县。

## 地理位置
位于甘肃省灵台县位于陇东黄土高原南缘，东经107°00'-107°57′，北纬34°54′-35°14′。地势西北高、东南低，海拔在890～1520米之间。面积2038平方公里。与之接壤的县市有：东南边陕西省的长武县、彬县、麟游县、千阳县和陇县，北边泾川县，西边崇信县。

## 行政区划
灵台县下辖9个镇、4个乡：
中台镇、邵寨镇、独店镇、什字镇、朝那镇、西屯镇、上良镇、百里镇、蒲窝镇、新开乡、梁原乡、龙门乡、星火乡和万宝川农场。

## 人口
灵台县有2个居委会184个行政村，1429个村民小组。全县总户数61825户，总人口23.21万人，其中，非农业人口18230人；民族以汉族居多，占96.7%，少数民族有回、藏、满、苗、蒙古族等占3.3%。

## 历史
灵台县历史悠久，人文荟萃。远古即有先民生息，商周之际建立古密须国、密国，史有文王伐密筑灵台的记载。灵台因此得名，有上千年的历史。

## 著名景点
- 荆山公园
- 古密须国遗址